# Pampulha-See
Der Pampulha-See (portugiesisch Lagoa da Pampulha [pɐ̃ˈpuʎɐ]) ist ein künstlicher See in Pampulha, Belo Horizonte, Brasilien.
Pampulha ist auch der Name einer Verwaltungsregion (região administrativa) von Belo Horizonte und der Name einer von 29 Nachbarschaften (bairros) innerhalb der gleichnamigen Verwaltungsregion. Der See wurde Anfang der 1940er Jahre unter dem Bürgermeister Juscelino Kubitschek, später Präsident Brasiliens (1956–1961), gebaut. Er wurde als Wasserquelle für die Stadt Belo Horizonte angelegt, wurde aber schnell verschmutzt.
Der Pampulha-See erstreckt sich über 2,6 Kilometer und hat ein Volumen von 14.000.000 Kubikmetern und ein Einzugsgebiet von 97 Quadratkilometern. Es hat eine mittlere Tiefe von 5,1 Metern und erreicht eine maximale Tiefe von 16 Metern. Von 44 Bächen im Einzugsgebiets des Sees wird dieser allerdings nur von acht direkt gespeist (Mergulhão, Tijuco, Ressaca, Sarandi, Bom Jesus, Braúnas, AABB und Olhos), von denen die größten die Bäche Sarandi und Ressaca sind. Im Einzugsgebiet des Sees leben 424.000 Einwohner.

## Sehenswürdigkeiten

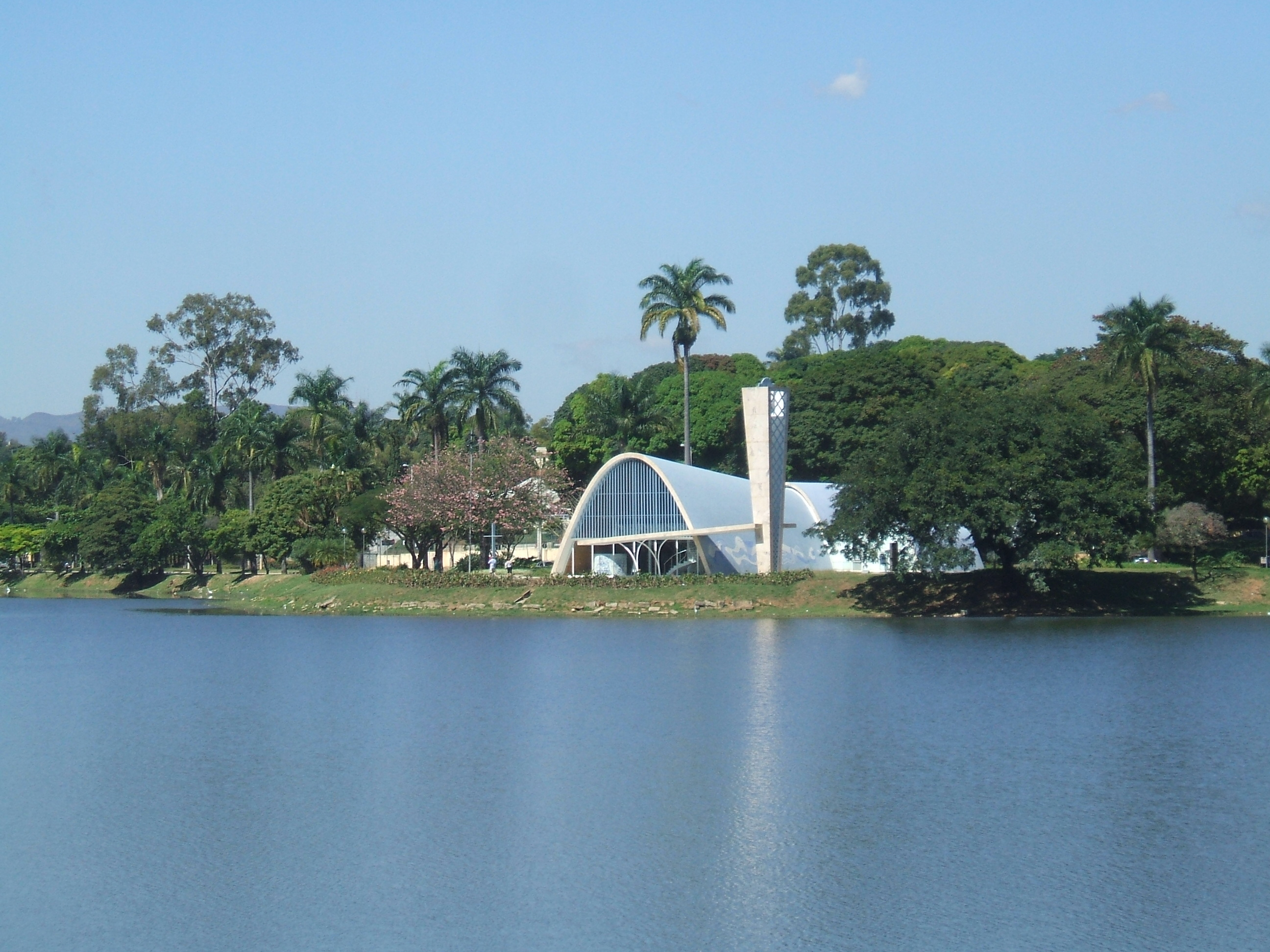
Kirche des Heiligen Franz von Assisi an den Ufern des Pampulha-Sees

Viele der kulturellen Sehenswürdigkeiten von Belo Horizonte befinden sich rund um den See oder in dessen Nähe, darunter die Bundesuniversität von Minas Gerais (Universidade Federal de Minas Gerais), das Fußballstadion Mineirão, die Mineirinho-Arena, die Kirche des Heiligen Franz von Assisi (Igreja de São Francisco de Assis, entworfen von Oscar Niemeyer) und das Museum für moderne Kunst.
Kubitschek forderte 1941 den Architekten Oscar Niemeyer auf, eine Reihe von Gebäuden rund um den Pampulha-See zu entwerfen.
Dazu gehören die Kirche des Heiligen Franz von Assisi, das Kunstmuseum, die Casa de Baile ‚Haus des Tanzes‘ und der Tennisclub. Das für den See konzipierte Projekt wird bereichert und vervollständigt durch die Gärten des Burle Marx, Gemälde von Cândido Portinari und Skulpturen von Ceschiatti, August Zamoyski und José Pedrosa.

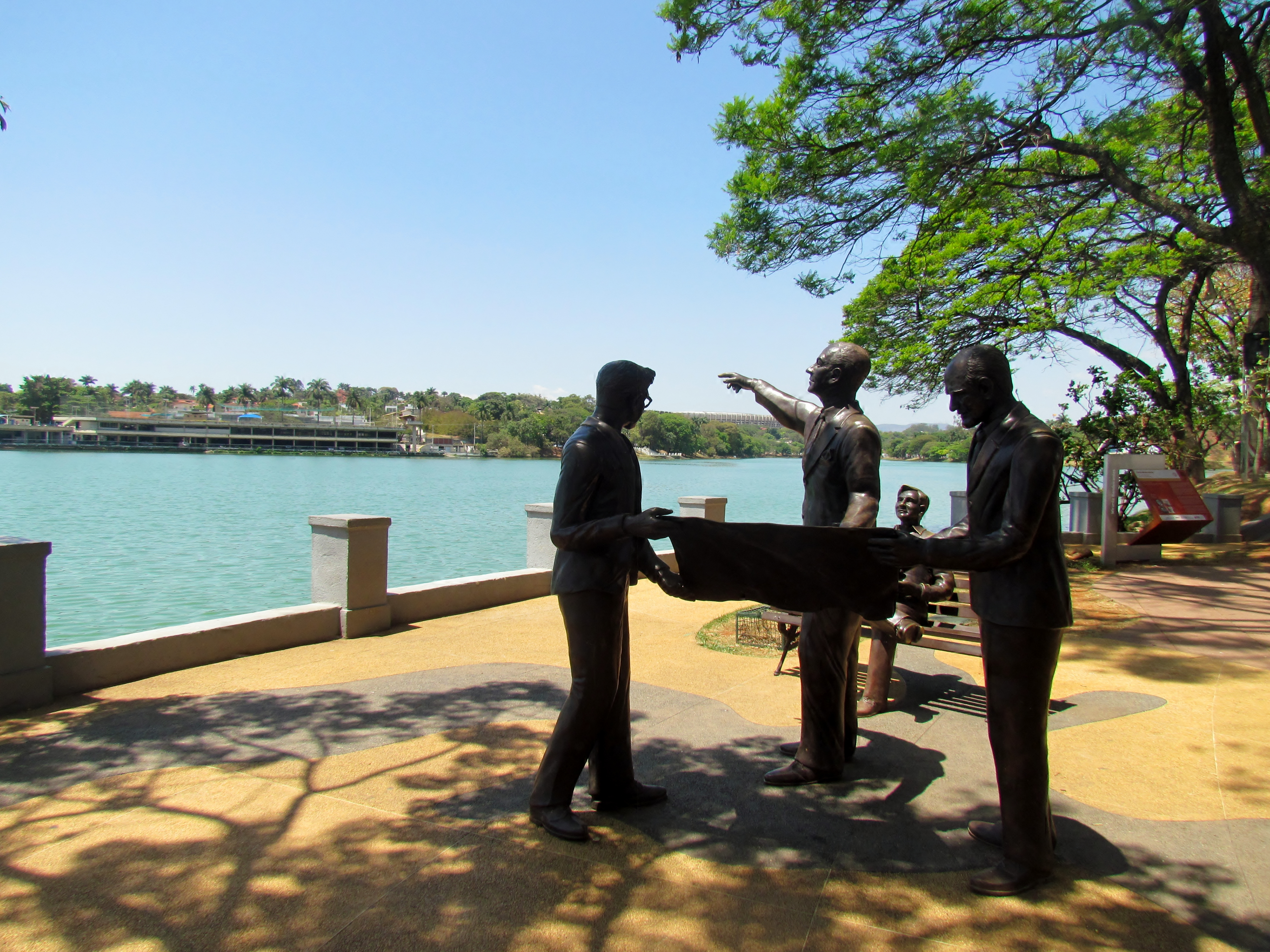
Skulpturengruppe Juscelino Kubitschek, Oscar Niemeyer, Cândido Portinari und Burle Marx

Die Gruppe von Gebäuden und Kunstwerken wurde zu einem Bezugspunkt für die Entwicklung der modernen brasilianischen Kunst und Architektur. Im Juli 2016 wurden die von Niemeyer entworfenen Gebäude von der UNESCO zum Weltkulturerbe ernannt. Heute bieten diese Gebäude Besuchern die Möglichkeit, die „Geburt“ der Moderne in Brasilien zu erleben, denn Niemeyers Konzepte und die Verwendung von Stahlbeton wurden zu einem Markenzeichen der modernistischen Bewegung auf der ganzen Welt.
Am Ufer des Sees befinden sich eine Reihe von Freizeiteinrichtungen wie das Gouverneur-Magalhães-Pinto-Stadion (besser bekannt als „Mineirão“), die Mineirinho-Mehrzweckhalle, der Botanische Garten, der Zoo, der Ökologische Park, ein Reitzentrum, sowie Rad- und Wanderwege.

## Ökologie und Limnologie
Der Pampulha-See leidet unter Umweltverschmutzung aufgrund der raschen Verstädterung des Einzugsgebiets, der Einleitung ungeklärter Abwässer aus den umliegenden Stadtteilen von Belo Horizonte und der unverminderten Erosion an vielen Stellen des Einzugsgebietes. Blüten von Cyanobakterien sind eine häufige Erscheinung.
Der Pampulha-See und die Gewässer seines Einzugsgebiets waren wiederholt Gegenstand virologischer Untersuchungen, speziell im Hinblick auf Riesenviren.
Im Januar 2020 wurde hier die neue Gattung Yaravirus von Amöbenviren mit der bisher einzigen Spezies Y. brasiliense gefunden. Diese können Amöben der Gattung Acanthamoeba castellanii (Amoebozoa) infizieren und besitzen Gene, die noch nie zuvor in einem Virus gesehen worden wurden.
Zudem wurden das Niemeyer-Virus (eine Stamm der Mimivirus-Spezies Acanthamoeba-polyphaga-Mimivirus, APMV, offiziell Mimivirus bradfordmassiliense) ebenfalls direkt aus dem See
und zwei Pandoravirus-Isolate aus Proben der Zuflüsse Mergulhão Creek und Bom Jesus Creek gewonnen („P. pampulha“ bzw. „P. tropicalis“). Alle diese Viren sind Riesenviren der NCLDV (Nucleocytoviricota) oder nahe Verwandte. Sie infizieren amöboide Einzeller und stehen daher nicht im Verdacht, für Menschen gefährlich zu werden.